# Hvam Mejeriby
Hvam Mejeriby er en landsby i det nordlige Vestjylland med 237 indbyggere  (2024). Hvam Mejeriby er beliggende en kilometer vest for Borbjerg og 12 kilometer nordøst for Holstebro.
Byen ligger i Region Midtjylland og hører til Holstebro Kommune. Hvam Mejeriby er beliggende i Borbjerg Sogn.